# Georg Ilsung

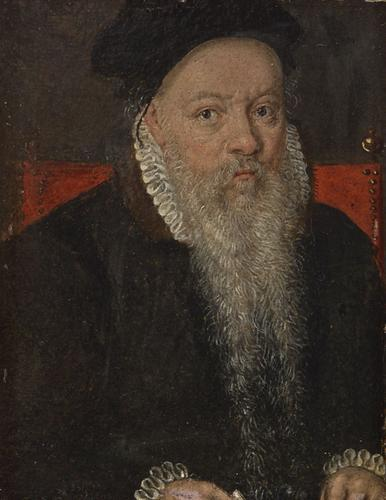
Georg Ilsung, Gemälde um 1570

Georg Ilsung (* um 1510 in Augsburg; † 4. Dezember 1580 ebenda) war ein deutscher Finanzmakler, Landvogt von Schwaben und Reichspfennigmeister von 1566 bis zu seinem Tod.

## Leben
Georg Ilsung wurde in eine der ältesten und vornehmsten Augsburger Familien geboren, die angeblich schon seit dem 12. Jahrhundert dort ansässig war. Die Familie Ilsung konnte bereits einige Generationen lang einiges an Wohlstand erwerben und hatte enge Verbindungen zu den lokalen Eliten, aber auch zu den Habsburgern.
Bereits in jungen Jahren war Georg Ilsung ähnlich wie sein Vater Achilles Ilsung und sein späterer Schwiegervater Johann Löble von Greinburg als Finanzagent für die Kaiser Ferdinand I., Maximilian II. und Rudolf II. tätig. Dies war insbesondere durch die in Augsburg mit den mit viel Kapital ausgestatteten dortigen Kaufleuten möglich.
Wahrscheinlich ab dem Jahr 1536 stand Georg Ilsung direkt in den Diensten Ferdinands I., übte dabei hauptsächlich finanzbezogene Tätigkeiten aus, erhielt ab 1544 ein Gehalt von 500 Gulden pro Jahr und führte seitdem auch den Titel eines kaiserlichen Rates.

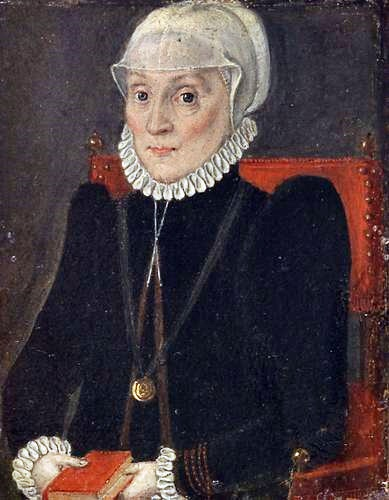
Seine Ehefrau Anna Löble auf einem Gemälde eines zeitgenössischen Malers, um 1570

Am 27. November 1543 heiratete er in Augsburg Anna Löble, die im Jahr 1571 starb.
Er wurde 1544 der Nachfolger seines Vaters als Burgvogt in Enns. Dort siedelte er in den Jahren 1548 bis 1550 Weber aus Schwaben an, um eine exportfähige Barchentproduktion aufzubauen, was aber misslang. Nach dem Tausch der Burgvogtei gegen die Landvogtei Schwaben, die bis dahin sein Schwager Georg Gienger besaß, hatte er die 1486 als Pfand an die Habsburger gekommene Vogtei zu verwalten. Trotz seiner Stellung als Landvogt blieb er weiterhin in kaiserlichen Diensten und war Finanzberater der Erzherzöge Ferdinand II. von Tirol und Karl von Österreich.
Auf dem Reichstag in Worms von 1495 wurde die Einführung einer allgemeinen Reichssteuer, des Gemeinen Pfennigs, beschlossen. Mit der Einbringung dieser neuen Steuer wurde der Hofpfennigmeister beauftragt. Ilsung wurde ab 1553 als „kaiserlicher Pfennigmeister“ bezeichnet, und 1566 übernahm Ilsung dann offiziell das Amt des oberdeutschen Reichspfennigmeisters, nachdem er schon ab den späten 1550er Jahren die Stellung des eigentlichen Amtsinhabers Wolf Haller untergraben und einige Kompetenzen von diesem übernommen hatte.
im Jahre 1568 wurde Ilsung von Kaiser Maximillian II. zum Reichsritter erhoben, und bereits ein Jahr später wurde ihm der (Kleine) Palatinat verliehen, der ihn u. a. berechtigte, namens des Kaisers Wappenbriefe an Bürger auszustellen, uneheliche Kinder und Adoptionen zu legitimieren, Dichter zu krönen, den Doktortitel zu vergeben oder Notare zu ernennen.
Georg Ilsung starb im Jahr 1580, und sein Sohn Maximilian Ilsung folgte ihm im Amt des oberdeutschen Reichspfennigmeisters. Bereits drei Jahre später wurde dieser von Georg Ilsungs Neffen Johann Achilles Ilsung abgelöst. Dieser wiederum wurde 1589 von Rudolf II. aufgrund von zu wenig aufgebrachten Krediten und Mängeln bei der Eintreibung der Reichshilfen durch den vielversprechenderen Zacharias Geizkofler ersetzt.
Georg Ilsung ist in den Aufzeichnungen mit rund 283.000 Gulden im Zeitraum von 1549 bis 1577 als einer der größten Kreditgeber der Kaiser erfasst. Darüber hinaus wird er mit über 430.000 Gulden an Schadlosbriefen oder Versicherungen aufgeführt. Bei den Schadlosbriefen ist aber nicht klar, ob hier tatsächlich Geld geflossen ist oder diese nur das Versprechen umfassten, einen Verlust zu ersetzen.